# Jonas Berglund
Lars Jonas Roger Berglund, född 4 december 1990 i Älvsbyn, är en svensk ishockeyspelare (center) som spelar för Luleå Hockey i SHL.

## Karriär
Jonas Berglund började spela ishockey i sitt ungdomslag Älvsby IF. Han fortsatte sedan sin karriär i Luleå HF:s verksamhet säsongen 2006/2007. Där spelade han i J18-laget för att sedan gå upp i J20-laget och sedan få debutera i Elitserien med A-laget under säsongen 2008/2009. Under samma säsong blev han utlånad till Piteå HC i Division 1. Säsongen 2009/2010 spelade han huvudsakligen J20, men också i Luleås A-lag och i Almtuna IS i Hockeyallsvenskan.
Säsongen 2010/2011 bytte Berglund klubb till Piteå HC i Division 1 där han gjorde 40 poäng (21+19) på 37 matcher. Han blev även den här säsongen utlånad, denna gång tillbaka till Luleå HF där han gjorde 2 poäng (2+0) på 24 grundseriematcher samt 5 poäng (3+2) på 12 slutspelsmatcher. Detta ledde till att Luleå HF ville ha tillbaka honom och lånade honom säsongen 2010/2011, samt att han blev fast spelare där säsongerna 2011/2012-2012/2013. Jonas var delvis utlånad till Asplöven HC säsongen 2012/2013. Säsongen 2013/2014 skrev han på kontrakt med Asplöven HC, och stannade där i tre säsonger. Inför säsongen 2016/2017 skrev han på ett 1-årskontrakt med norska Frisk Asker.

## Meriter
- Division 1 - Bästa plus/minus 2011
- J20 Superelit - SM-brons 2010
- SHL - SM-guld 2025